# Valea Sării
Valea Sării là một xã thuộc hạt Vrancea, România. Dân số thời điểm năm 2002 là 2101 người.